# Олевени
Олевени или книжовно Холевени (на македонска литературна норма: Олевени; на гръцки: Ολέβενη) е село в община Битоля на Северна Македония.

## География
Селото се намира на 650 m надморска височина в областта Пелагония, на 9 km южно от Битоля.

## История
Според народната етимолотия на името Олевени в околността на селото имало много орехови дървета и затова на жителите викали оревци, което постпенно се трансформирало в олевци и в олевенци.
В XIX век Олевени е село в Битолска кааза на Османската империя. Главната селска църква „Свети Георги“ е от XIX век. Освен нея в селота има храмове „Свети Атанасий“, „Света Ана“, „Света Петка“ и „Свети Илия“. Според статистиката на Васил Кънчов („Македония. Етнография и статистика“) от 1900 година Олевени има 230 жители, всички българи християни.
На Етнографската карта на Битолския вилает на Картографския институт в София от 1901 година Олевени е чисто българско село в Битолската каза на Битолския санджак с 24 къщи.
Цялото население на селото е гъркоманско под върховенството на Цариградската патриаршия. По данни на секретаря на Българската екзархия Димитър Мишев („La Macédoine et sa Population Chrétienne“) в 1905 година в Олевени има 176 българи патриаршисти гъркомани.
По време на българското управление в Македония през Първата световна война Олевени е част от Барешанска община в Битолска селска околия и има 198 жители.
В 1953 година селото има 302 жители. Населението постепенно намалява вследствие на емиграция.
Според преброяването от 2002 година селото има 157 жители, от които 156 са се самоопределили като северномакедонци и един като сърбин.
| Националност     | Всичко |
| северномакедонци | 156    |
| албанци          | 0      |
| турци            | 0      |
| роми             | 0      |
| власи            | 0      |
| сърби            | 1      |
| бошняци          | 0      |
| други            | 0      |

## Личности
Починали в Олевени
- Никола Иванов-Брусничанецо (1880 - 1906), български революционер[8][9]
- Ташко Цветков (1865 – 1905), български революционер